# Tumbałałajka
Tumbałałajka (jid. טומבאַלײַקע – Tumbalalaika) – pieśń ludowa miłosna w języku jidysz, wywodząca się z tradycji muzycznej Żydów aszkenazyjskich zamieszkujących tereny dawnego Imperium Rosyjskiego, Ukrainy i Polski. Tytuł nawiązuje do instrumentu bałałajki – trójstrunowego instrumentu rosyjskiego, często wspominanego w tekście piosenki.
Utwór nie ma znanego autora – jest klasyfikowany jako anonimowy folklor przekazywany ustnie w społecznościach żydowskich. Zyskał popularność w XX wieku dzięki wykonaniom takich zespołów jak The Barry Sisters, The Klezmatics, a także dzięki interpretacjom Ruth Rubin czy Pete’a Seegera . W 1940 roku Abraham Ellstein opublikował swoją aranżację – jednak nie jest on autorem oryginalnego tekstu ani melodii.
Pieśń często występuje w zbiorach folkloru jidysz, takich jak Mir Trogn A Gezang: Favorite Yiddish Songs (I‑VII edycje od 1972 r.) Yiddish Songs, a także jest dokumentowana przez kolekcję Milken Archive of Jewish Music jako przykład tradycyjnego repertuaru Żydów amerykańskich i europejskich Kveller.

## Tekst
To tradycyjna ludowa pieśń jidysz (folklor żydowski z Europy Wschodniej), która była przekazywana ustnie – a więc istniało wiele wariantów w zależności od regionu, wykonawcy i czasu. Wersja z zagadkami (kamień, serce, miłość) to najczęściej przytaczana wersja i traktowana jako klasyczna.
| Jidysz                             | Transliteracja                     | Tłumaczenie polskie                      |
| ---------------------------------- | ---------------------------------- | ---------------------------------------- |
| שטײט אַ בחור און ער טראַכט           | Shteyt a bokher, un er trakht      | Stoi młodzieniec i rozmyśla              |
| טראַכט און טראַכט אַ גאַנצע נאַכט       | Trakht un trakht a gantse nakht    | Rozmyśla i rozmyśla przez całą noc       |
| וועמען צו נעמען און ניט פֿאַרשעמען   | Vemen tzu nemen un nit farshemen   | Kogo poślubić, by się nie wstydzić       |
| טום־באַלאַ, טום־באַלאַ, טום־באַלאַלײַקע   | Tumbala, Tumbala, Tumbalalaika     | Tumbała, tumbała, tumbałałajka           |
| מיידל, מיידל, כ'וויל בײַ דיר פֿרעגן  | Meydl, meydl, kh'vil bay dir fregn | Dziewczyno, dziewczyno, chcę cię zapytać |
| וואָס קען וואַקסן, וואַקסן אָן רעגן    | Vos ken vaksn, vaksn on regn       | Co może rosnąć bez deszczu?              |
| נאַרישער בחור, וואָס דאַרפֿסטו פֿרעגן   | Narisher bokher, vos darfstu fregn | Głupi chłopcze, czemu pytasz?            |
| אַ שטיין קען וואַקסן, וואַקסן אָן רעגן | A shteyn ken vaksn, vaksn on regn  | Kamień może rosnąć bez deszczu           |
| וואָס איז העכער פֿון אַ הויז          | Vos iz hekher fun a hoyz           | Co jest wyższe niż dom?                  |
| אַ קוימען איז העכער פֿון אַ הויז      | A koymen iz hekher fun a hoyz      | Komin jest wyższy niż dom                |

## Znaczenie tytułu i instrument
Słowo „Tumbalalaika” to stylizowane wyrażenie – „tum” w jidysz oznacza hałas lub dźwięk („noise”), a „balalaika” pochodzi od nazwy tradycyjnego instrumentu rosyjskiego .
Balalaika to rosyjski instrument strunowy, zwykle z trójkątnym pudłem rezonansowym, krótką szyjką i trzema strunami – grany palcami lub piórkiem .  Instrument stał się symbolem kultury ludowej Rosji, a słowo „balalaika” pochodzi od rosyjskiego rdzenia „balabat’”, oznaczającego rozmowę lub paplanie – dźwiękonaśladowczy charakter nazwy nawiązuje do brzmienia samego instrumentu .

## W kulturze popularnej
- The Barry Sisters – amerykański duet żydowski, który rozsławił „Tumbalalaika” w języku jidysz w stylu swing pop (1950‑60‑te).[4]
- Pete Seeger i Ruth Rubin – wykonali anglo‑jidyszową wersję piosenki, promując kulturę żydowską w USA.[5]
- The Klezmer Conservatory Band / Maxwell Street Klezmer Band – wykonują klasyczne aranżacje folkloru aszkenazyjskiego, w tym „Tumbalalaika”.[6]
- Rogers Park Band (USA) – nowoczesna interpretacja, mieszająca jidysz z angielskim oraz elementy rocka i jazzu.[7]

### W Polsce
- Halina Kunicka – wykonała utwór jako *„Czumbalalajka”*, polską adaptację melodyki Tumbalalaika. Wersja zyskała popularność w PRL dzięki telewizji i koncertom.[8]
- Stanisław Soyka – sięgał po pieśni jidysz w swoich programach koncertowych („Pieśni Żydowskie”), wykonując również *Tumbalalaika* jako hołd kulturowy.
- Zespół Klezzmates – łączy muzykę klezmerską z jazzem i popem, wykonując „Tumbalalaika” w aranżacjach współczesnych.
- Grupa Jidysz Tango – taneczna interpretacja wykonywana podczas festiwali kultury żydowskiej w Polsce (m.in. Kraków).
- Olga Avigail Mieleszczuk – badaczka muzyki jidysz, prezentowała utwór w Teatrze Żydowskim w Warszawie i na forum muzycznym w Polsce.